# Winterville (Carolina do Norte)
Winterville é uma cidade  localizada no estado norte-americano de Carolina do Norte, no Condado de Pitt.

## Demografia
Segundo o censo norte-americano de 2000, a sua população era de 4791 habitantes.
Em 2006, foi estimada uma população de 4683, um decréscimo de 108 (-2.3%).

## Geografia
De acordo com o United States Census Bureau tem uma área de
6,4 km², dos quais 6,4 km² cobertos por terra e 0,0 km² cobertos por água.

## Localidades na vizinhança
O diagrama seguinte representa as localidades num raio de 20 km ao redor de Winterville.